# Ахметьянов, Рифкат Газизянович
Рифкат Газизянович Ахметьянов (10 июля 1933, Турбаслы, Башкирская АССР — 11 октября 2018, Турбаслы, Башкортостан) — советский и российский языковед, тюрколог, доктор филологических наук (1994). Один из составителей толкового словаря татарского языка в 3 т. (1977—1981), татарско-турецкого (1997) и турецко-татарского (1998) словарей, краткого историко-этимологического словаря татарского языка (2001).

## Биография
Родился 10 июля 1933 г. в деревне Новый Юрмаш (теперь — Турбаслы) Иглинского района Республики Башкортостан. Сын муллы, умершего в 1939 году.
Окончил семилетнюю школу в деревне Турбаслы Иглинского района, среднюю школу в поселке Пролетарск Ленинабадской области Таджикистана, Башкирский государственный университет (ныне Уфимский университет науки и технологий) (1962). В 1952—1955 гг. служил в армии.
В 1962—1963 гг. работал учителем в Туктагуловской средней школе Туймазинского района Башкортостана.
С 1963 — в Институте языка, литературы и истории Академии наук Республики Татарстан, с 1995 — в Стерлитамакском педагогическом институте, в 1997—2010 — в Бирской социально-педагогической академии (до 2002 зав. кафедрой тюрк. и финно-угорской филологии).

## Научная деятельность
Научные исследования посвящены проблемам сравнительного языкознания, этимологии, лексикографии татарского языка и чувашского языка; взаимовлияния культур, языков и фольклора народов Среднего Поволжья и Приуралья.

### Сочинения
Автор более 200 научных трудов, в том числе:
- Сравнительное исследование татарского и чувашского языков. М., 1978;
- Общая лексика духовной культуры народов Среднего Поволжья. М., 1981;
- Общая лексика материальной культуры народов Среднего Поволжья. М., 1988;
- Татар һәм башкорт телләренең тарихи фонетикасы. Бирск, 2003;
- Татар теленең этимологик сүзлеге, 2 томда. Казан, 2015.